# 遠藤英喜
遠藤 英喜（えんどう ひでき、1961年（昭和36年）5月2日 - ）は、日本の政治家、社会保険労務士。千葉県議会議員（1期）。東京都渋谷区生まれ。

## 経歴
中央大学経済学部産業経済学科卒業。1991年（平成3年）、全日本サンボ選手権52kg級で優勝して、世界サンボ選手権にも出場した。1997年（平成9年）に社会保険労務士事務所を開業した。2007年（平成19年）の千葉県議会議員選挙に民主党公認で松戸市選挙区から立候補して、無投票で初当選を果たした。2011年（平成23年）の県議会議員選挙では選挙戦となったが、定数7に対し、最下位で落選した。

## 人物
- 柔道2段、サンボ5段、レスリング3段を所持している[1]。